# Температурний коефіцієнт об'ємного розширення пластової нафти
Температурний коефіцієнт об'ємного розширення пластової нафти (англ. temperature coefficient of volumetric expansion of oil in place) — кількісна характеристика теплового розширення пластової нафти, що являє собою відношення відносної зміни об'єму нафти ΔV/V0 за її ізобаричного нагрівання (охолодження) до приросту температури ΔТ :
βт = ΔV/(V0 ΔТ),
де V0 — початковий об'єм.